# Водник протипожежний
Водник протипожежний (Fontinalis antipyretica) — вид мохів порядку гіпнобрієвих (Hypnales).

## Поширення
Ареал охоплює такі частини світу: Європа, Північна Америка, Азія.
Населяє камені, палиці, колоди, коріння в струмках, ставках, басейнах, канавах, болотах, заплавах; від низьких до високих (0–3300 метрів).

## Характеристика
Рослини до 40 см, жовто-червоні, жовтувато-зелені, зелені, темно-зелені чи бурі. Стебла тонкі або іноді міцні, жорсткі; стебла та верхівки гілок коротко загострені; пахвові волоски до 820 мкм. Листки одноморфні, в сухому вигляді від прямовисних до притиснутих, у вологому — від прямовисних до розпростертих у 3 ряди, яйцеподібні, видовжено-яйцеподібні, яйцювато-ланцетні, кілеві та двоскладні, увігнуті, 2–8 мм; краї іноді широко загнуті з одного боку проксимально; верхівка гостра, широко-гостра чи округло-тупа. Коробочкові ніжки 0.2–0.3 мм. Коробочка яйцеподібної чи субциліндричної форми, 2–2.7 мм. Спори 14–20 мкм.